# Giuseppe Manghenoni
Giuseppe Manghenoni (* vor 1816; † nach 1821) war ein italienischer Komponist und Opernsänger (Tenor).

## Leben
Manghenoni soll ein Zeitzeuge und Kinderfreund Gaetano Donizettis (1797–1848) gewesen sein. Er studierte mit ihm zusammen in Bergamo. 1816 soll er sich von Bergamo auf den Weg nach Venedig gemacht haben, um sich dort als Komponist und Musiklehrer niederzulassen.
Manghenoni war Kompositionsschüler von Johann Simon Mayr und wurde in Bergamo zum Tenor ausgebildet. In Genua komponierte er 1821 die Motette Oh Deus quot me circundat für Tenor und Bass. In Erscheinung trat Manghenoni jedoch vorwiegend als Tenorist an verschiedenen Opernhäusern Italiens und auf Korfu. Er verfasste Klavierauszüge einiger Opern Johann Simon Mayrs.

## Werke
- Trio per Pianoforte con Clarinetto (B) e Violone (Violoncello)[6]
- 10 Anacreontiche für Gesang und Klavier[7]
- Motette Oh Deus quot me circundat